# Mercurocromo

A merbromina (comercializada como mercurocromo, entre outras denominações) é um antisséptico tópico usado para pequenos cortes e esfoladuras. Já não é mais utilizada em países como os Estados Unidos, Brasil e em Portugal (desde 2001) devido à presença de mercúrio em sua composição. A merbromina é um sal dissódico, composto de organomercúrio e fluoresceína.

## Usos
O uso mais difundido da merbromina é como antisséptico tópico; todavia, juntamente com o Merthiolate, foi considerado ineficaz pela FDA e teve sua comercialização proibida. Quando aplicado sobre um machucado, a cor vermelho-escura tinge a pele, tornando muito mais difícil a detecção de qualquer eritema ou inflamação, indicativos de infecção. A merbromina também é usada como corante biológico para marcar bordas de tecido e na indústria como corante em inspeção por líquido penetrante, para detectar fraturas em metal.

## Mercurocromo e tinturas
Mercurocromo é o nome comercial da merbromina e (geralmente) da tintura de merbromina, feita de merbromina e álcool ou água (usualmente, 2% de merbromina para 98% de álcool ou água).
Suas qualidades antissépticas foram descobertas por um médico do Johns Hopkins, Hugh H. Young, em 1919. O produto tornou-se popular entre pais e médicos para anti-sepsia diária e seu uso era muito comum também em escolas, para tratamento de esfoladuras. A Food and Drug Administration (FDA) retirou-o da categoria "geralmente reconhecida como segura" para uma classificação "não testada" e terminou por proibir sua distribuição nos Estados Unidos em 1998, por temer o envenenamento por mercúrio. Todavia, o produto continua a ser comercializado em outros países, e nunca foram detectados casos de envenenamento por mercúrio como resultado da sua utilização. 